# Georges Joubert
Georges Joubert, född 5 februari 1923, död 1 november 2010, var en fransk universitetslärare, skidtränare, skidpedagog, skidjournalist och författare av skidhandböcker i rekordupplagor. 
Vid 21 års ålder blev Joubert diplomerad idrottslärare vid École Normale Supérieure d’Education Physique (ENSEP), motsvarande svenska GIH. Han kom att arbeta vid Grenobleuniversitetet som idrottslärare under sitt aktiva liv, och inledde en forskarbana inom medicin och biomekanik. Mest känd blev han som ledare för GUC, Grenoble Université Club de Sports, universitetets sportklubb med fjorton avlönade ledare i olika discipliner. 
Joubert blev ordförande för sektionen GUC ski och sedan för hela GUC. Från 1950-talet omvandlade Joubert GUC Ski till den främsta franska skidklubben vad gäller antalet licensierade tävlingsåkare. En av ledarna för tävlingsverksamheten blev Denis Fumex. Samtidigt utvecklade Joubert en GUC skidskola för de studerande, en skidskola som leddes av hans vän Désiré Rossi med femtio skidlärare.
Under några år från 1968 och framåt kom GUC och Joubert att utveckla utförsåkningen i Grenoble till ett drivhus utan motstycke i världen. Studenter och forskare anlitades av skidindustrin för att utveckla utrustning: skidor, skor, bindningar och stavar för att inte nämna skidkläder. Joubert kom att i ett antal skidhandböcker och artiklar utveckla ny skidteknik både för nybörjare och elit. Universitetets studerande blev testgruppen.
Joubert introducerade redan 1956 sommarskidåkning på glaciär som en nyhet. Först hölls kurser på glaciären Adèle Planchard nära Grave och från 1960-talet på Sarennesglaciären 3 300 meter ovan stationen Alpe d'Huez. Idag disponerar GUC ett litet hotell i själva stationen Les Deux Alpes.
Joubert anlitades av franska skidförbundet som chef för franska landslaget i utförsåkning under åren 1970-1972.

## Författarskap
Som skidhandboksförfattare går till Joubert till historien som den mest produktive och nydanande med ett tiotal verk och mängder av artiklar och några filmer. Det gäller pedagogik, teknik och vokabulär, fotosekvenser och egna teckningar. Utgångspunkten var noggranna studier av världseliten varifrån Joubert utvecklade en metodik för den breda massan. Alla hans manus var minutiöst handskrivna.

## Böcker på svenska
På Bonniers förlag utgavs tre böcker. 1967 kom boken ”Bra, bättre, bäst utför”, varpå följde de utökade upplagorna 1968 och 1970. 1972 publicerades boken ”Utför. Lär dig själv utförsåkning”. 1980 utgavs ”Konsten att åka utför” baserad på Le Ski – un art ... une technique, hans mest omfattande verk. Så sent som 2005 utger Skidakademin i Luleå med Friluftsfrämjandet Jouberts skrift ”1990-talets skidtekniska revolution” som behandlade kortskidtekniken.

## Internationellt utbyte
Inte bara skidintresserade från hela världen drogs till GUC. Joubert med sina närmaste medarbetare bjöds in utomlands och besökte Sverige två gånger. Första gången i december 1971 i Duved, därpå 1983 i maj i Riksgränsen/Katterjokk - en kurs som blev legendarisk bland annat för att hans elev amerikanen James Major, själv skidboksförfattare, deltog som tolk.